# Popisom određeno naseljeno mesto
Popisom određeno naseljeno mesto (engl. census designated place) je naseljeno mesto koje je utvrdio Popisni zavod SAD za statističke svrhe. Popisna mesta se određuju za svaki desetogodišnji popis. Ona su statistički ekvivalenti inkorporisanih mesta poput gradova, varoši i sela. Popisom određena naseljena mesta su naseljene oblasti koje nemaju zasebnu opštinsku upravu, a inače fizički podsećaju na inkorporirana mesta.
Popisom određena naseljena mesta se određuju radi prikupljanja i obrade podataka o mestima koja se mogu identifikovati imenom, ali nisu pravno inkorporisana po zakonu savezne države u kojoj se nalaze. Njima su obuhvaćene male seoske zajednice, kolonije locirane duž SAD granice sa Meksikom, i neinkorporisana odmarališta i penzionerske zajednice. Granice popisnih mesta nemaju pravni status. Stoga, one ne odgovaraju uvek lokalnom shvatanju oblasti ili zajednice istog imena. Međutim, kriterijumi utvrđeni za SAD popis iz 2010. zahtevaju da je CDP ime prepoznatljivo i korišteno u dnevnoj komunikaciji među članovima zajednice (a ne "ime koje se određuje isključivo radi planiranja ili drugih svrha") i preporučuje se da CDP granice budu određene na shodnoj geografskoj osnovi.
Popisni zavod SAD navodi da se popisom određena naseljena mesta ne smatraju inkorporisanim mestima i da su ona jedino na Havajima uvrštena u spiskove gradskog stanovništva, zato što ta savezna država nema inkorporisane gradove. Dodatno, gradski popisni spiskovi iz 2007. uključuju popisom određena naseljena mesta iz okruga Arlington u Virdžiniji u spiskove sa inkorporisanim mestima.

## Literatura
- U.S. Census Bureau, Geography Division, "Cartographic Boundary Files", Census designated place. Cartographic Operations Branch, July 18, 2001.
- U.S. Census Bureau, "Census 2000 Statistical Areas Boundary Criteria", Census Designated Places (CDPs) - Census 2000 Criteria.
- U.S. Census Bureau, Geographic Areas Reference Manual, United States Department of Commerce.